# Alberto Rubio
Alberto Rubio Sebastián (ur. 6 września 1960 w Santiago) – hiszpański judoka. Olimpijczyk z  Los Angeles 1984, gdzie zajął dziewiąte miejsce w wadze półciężkiej.
Piąty na mistrzostwach Europy w 1984. Brązowy medalista akademickich MŚ w 1984 roku.

## Letnie Igrzyska Olimpijskie 1984
| Konkurencja | Eliminacje             | Repasaże            | Klas. końcowa |
| Konkurencja | Przeciwnik I           | Przeciwnik I        | Miejsce       |
| ----------- | ---------------------- | ------------------- | ------------- |
| 95 kg       | Douglas Vieira (BRA) P | Abdul Daffé (SEN) P | 9.            |